# قلق الاختبار

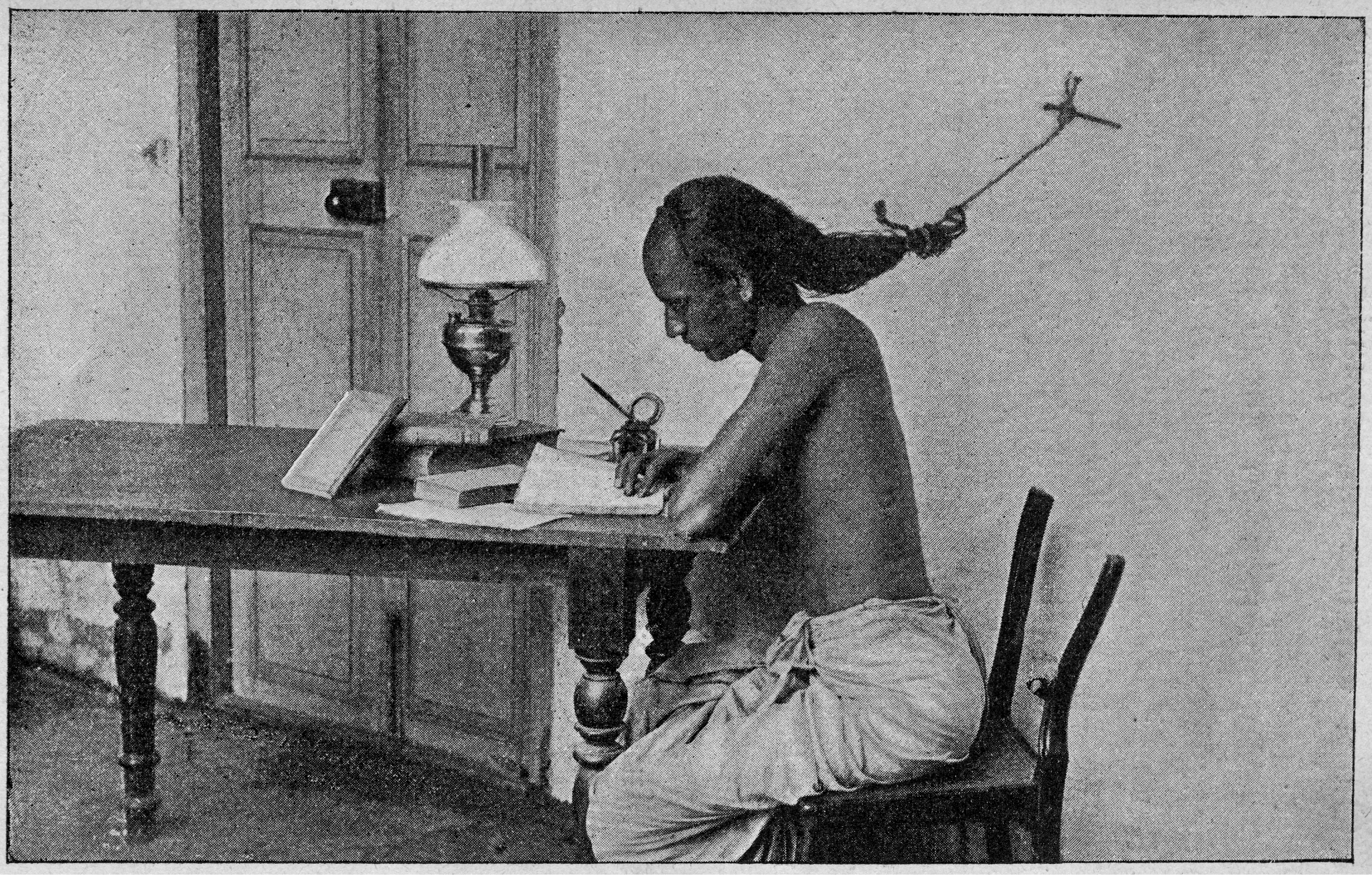

قلق الاختبار هو عبارة عن مزيج من الأعراضِ الفسيولوجيةِ من الإثارة والتوتر والأعراضِ الجسدية، جنباً إلى جنب مع القلق والهلع والخَوف من الفشل والكوارث التي تَحدث قبل أو أثناء حالات الاختبار.
إنها حالة فسيولوجية يُعاني فيها الأشخاص من التوتر الشديد والقلق وعدم الراحة أثناء و/أو قبل إجراء الاختبار. هذا القلق يخلق حواجز كَبيرة أمام التعلم والاداء التعليمي. إذ تُشير الأبحاث أن المستويات المُرتَفِعة من الضيق العاطفي لها علاقة مُباشِرة في تخفيضِ الاداءِ الأكاديمي ومُعدلات تَسَرب الطُلاب الإِجمالية الأَعلى.
يُمكن أن يَكون لقلق الاختبار عَواقِبَ أوسَع، مما يؤثر سَلباً على التطور الاجتماعي والعاطفي والسُلوكي للطالب، وكذلك على مشاعِرَهم تجاه أَنفُسَهم والمَدرسة.
يُسجل الطُلاب الأكثر قَلقاً اثناء اداء الاختبار حوالي 12 نُقطة مئوية أقل من أقرانِهم الأقل قلقاً. ينتشر قلق الاختبار وسط الطلاب في العالم.
حيث تمت دِراستهُ رسمياً في أوائل الخمسينات من القرن العشرين، بدايةً مع الباحِثَان جورج مَاندلِر وسيمور ساراسون. إذ ساهمَ شَقيقُ «ساراسون» إيروين ساراسون، في إجراء بحثٍ مُبَكرٍ عن قلق الاختبار، موضحاً العلاقة بين التأثيرات المُرَكزه لقلق الاختيار، وأشكال القلق المُرَكزه الأُخرى والقلق المُعمم 
يُمكن أيضاً تصنيف قلق الاختبار بأنهُ قلقٌ استِباقيّ أو وضعيّ أو تقييميّ. إذ إن بعض القلق يُعتبر أمرٌ طبيعيا وغالباً ما يكون مُفيداً للبقاءِ يَقِضاً عقلياً وجَسدياً.
عندما يواجه شخص ما الكثير من القلق، فإن ذلك يؤدي إلى ضيق عاطفي وجسدي وصعوبة في التركيز، وكُربٍ عاطفية. حيثُ ينشأ الأداء الرديء ليس بسبب مشاكلٍ فِكرية أو ضَعفِ الاعداد الأكاديمي، وإنما بسبب مواقفِ الاختبار التي تخلق شُعوراً بالتهديد لأولئك الذين يُعانون من قلقه؛ إذ إن الخوفُ الناتج عن الشعورِ بالتهديد يؤدي إلى تعطيلِ وظيفةِ الانتباه والتذكر.
يُشير الباحثون أن بين 25 و 40 في المئة من الطلابِ يواجهون قلق الامتحان حيثُ يميل الطلاب ذوي الإعاقة والطلاب في فصول تعليم الموهوبين والمبدعين إلى تجربةِ نِسب عالية من الخوف من الاختبار.و يَميلُ الطلابُ الذين يعانون منه أيضاً إلى تشتت انتباههم بسهوله أثناء تقديم الامتحان، بالإضافةِ إلى مواجهةِ صعوبة في فِهمِ الإرشاداتِ البَسيطة نسبياً، وصعوبة في تنظيمِ أو استرجاع المعلومات ذات الصلة.